# Nachal ha-Ro'a
Nachal ha-Ro'a (hebrejsky: נחל הרועה) je vádí v Negevské poušti v Izraeli.
Začíná na severním okraji hornaté části pouště Negev (Har Negev). Směřuje pak k jihozápadu a podélně protéká plochým údolím, ve kterém se nacházejí vesnice Merchav Am a Sde Boker. Jde o izolovaná lidská sídla v jinak pusté pouštní krajině. U Sde Boker se vádí stáčí k severu a vstupuje do užšího kaňonu, ve kterém zprava přijímá vádí Nachal Noked a ústí do Nachal Boker, které jeho vody odvádí do Středozemního moře.
Podél toku se nacházejí některé stavební památky nabatejské kultury. Původně se tento vodní tok nazýval Vádí Chalikum (ואדי חליקום), nynější název je připomínkou Barbary Propper, pastýřky (hebrejsky: ha-Ro'a) ovcí z vesnice Sde Boker, která byla v této lokalitě zabita v září 1952 beduínem kvůli sporu o vlastnictví dobytka.